# Савенков Микола Костянтинович
Микола Костянтинович Савенков (рос. Николай Константинович Савенков; 15 жовтня 1919 — 2 квітня 1945)  — командир авіаційної ланки 511-го окремого розвідувального Ясського авіаційного полку (5-а повітряна армія, 2-й Український фронт), Герой Радянського Союзу (1946), старший лейтенант.

## Біографія
Народився 15 жовтня 1919 року в селі Райгород (нині Світлоярський район Волгоградської області Росії) в селянській родині. Росіянин. Член ВКП(б) з 1944 року.
З 1928 року мешкав у Сталінграді, де закінчив середню школу й школу ФЗУ при заводі № 264 (завод «Судноверф»). З 1937 року працював на заводі «Судноверф», з 1939 року — на Сталінградській ГРЕС. Одночасно навчався у Сталінградському аероклубі.
До лав РСЧА призваний у 1940 році Сталінградський райвійськкоматом. Навчався у Коростеньській військовій авіаційній школі льотчиків. З початком війни переведений до Омської військової авіаційної школи льотчиків, яку закінчив у 1942 році. У листопаді 1942 року молодший лейтенант Савенков М. К. зарахований на посаду льотчика 511-го окремого розвідувального авіаційного полку, який перебував у Куйбишевській області на перепідготовці.
Учасник німецько-радянської війни з червня 1943 року на Степовому та 2-у Українському фронті. Брав участь у Курській битві, битві за Дніпро, Нижньодніпровській, Умансько-Ботошанській, Яссько-Кишинівській, Бухарестсько-Арадській і Будапештській наступальних операціях.
Всього до серпня 1944 року на літакові Пе-2 разом із штурманом Б. К. Опрокиднєвим здійснив 110 бойових вильотів на ближню і дальню розвідку ворожих укріплень, скупчень живої сили і техніки супротивника. Його екіпажем сфотографовано ворожих укріплень на площі 42 409 км². У 5 повітряних боях був збитий 1 винищувач супротивника.
Заступник командира авіаційної ескадрильї 511-го ОРАП старший лейтенант М. К. Савенков загинув у повітряному бою 2 квітня 1945 року. Похований у селищі Пештсентльорінд на південно-східній околиці Будапешта (Угорщина). Всього на день загибелі здійснив 133 бойових вильоти.

## Нагороди
Указом Президії Верховної Ради СРСР від 15 травня 1946 року за зразкове виконання бойових завдань командування на фронті боротьби з німецько-фашистськими загарбниками та виявлені при цьому відвагу і героїзм, старшому лейтенантові Савенкову Миколі Костянтиновичу присвоєне звання Героя Радянського Союзу (посмертно).
Нагороджений орденом Леніна (15.05.1946), двома орденами Червоного Прапора (03.09.1943, 23.07.1945), орденами Вітчизняної війни 1-го (09.06.1944) та 2-го (18.11.1943) ступенів.

## Пам'ять
У 1967 році на будівлі школи робітничої молоді № 9 у Кіровському районі Волгограда встановлено гранітну меморіальну дошку.
Ім'я М. К. Савенкова занесене на стелу Героїв Радянського Союзу на алеї Слави у Волгограді.